# Denkmalgeschützte Objekte im Okres Medzilaborce

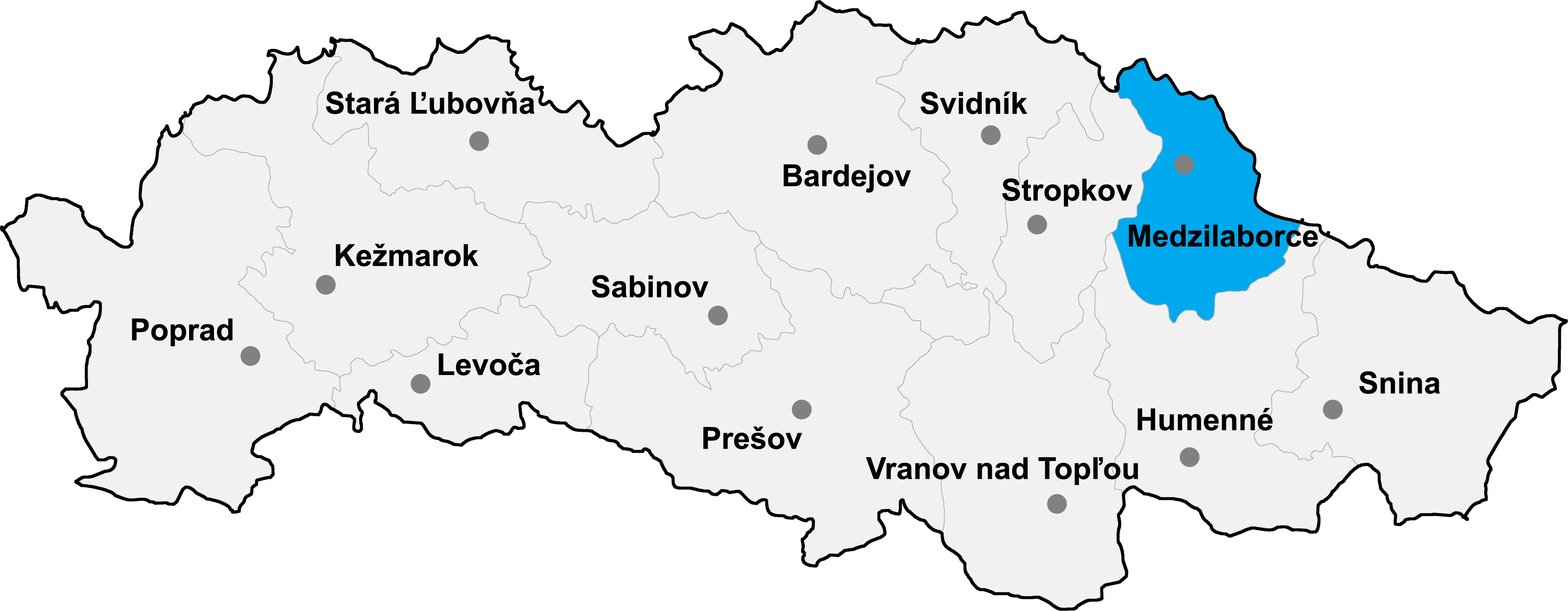
Okres Medzilaborce in der Slowakei

Im Okres Medzilaborce in der Slowakei bestehen 44 denkmalgeschützte Objekte. Die unten angeführte Liste führt zu den Gemeindelisten und gibt die Anzahl der Objekte an. In Gemeinden, die nicht verlinkt sind, existieren keine geschützten Objekte.
| Gemeindeliste        | Objektanzahl |
| -------------------- | ------------ |
| Brestov nad Laborcom | 0            |
| Čabalovce            | 2            |
| Čabiny               | 2            |
| Čertižné             | 4            |
| Habura               | 4            |
| Kalinov              | 4            |
| Krásny Brod          | 5            |
| Medzilaborce         | 7            |
| Ňagov                | 2            |
| Oľka                 | 1            |
| Oľšinkov             | 1            |
| Palota               | 1            |
| Radvaň nad Laborcom  | 2            |
| Repejov              | 1            |
| Rokytovce            | 0            |
| Roškovce             | 0            |
| Sukov                | 1            |
| Svetlice             | 3            |
| Valentovce           | 0            |
| Volica               | 1            |
| Výrava               | 2            |
| Zbojné               | 0            |
| Zbudská Belá         | 1            |